# Мазовка, Владимир Филиппович
Владимир Филиппович Мазовка — советский хозяйственный, государственный и политический деятель.

## Биография
Член ВКП(б).
С 1950 года — на хозяйственной, общественной и политической работе. В 1950—1970 гг. — первый секретарь Андреевского районного комитета КПСС, директор Ростовского техникума железнодорожного транспорта, заведующий промышленно-транспортным отделом Ростовского горкома КПСС, 1-й секретарь Ростовского городского комитета КПСС, 2-й секретарь Ростовского областного комитета КПСС, председатель Исполнительного комитета Ростовского областного Совета.
Избирался депутатом Верховного Совета РСФСР 6-го и 7-го созывов.